# 가지사슬 아미노산 아미노기전이효소
가지사슬 아미노산 아미노기전이효소(영어: branched-chain amino acid aminotransferase, BCAT) (EC 2.6.1.42)는 가지사슬 아미노산에 작용하는 아미노기전이효소이다. 가지사슬 아미노산 아미노트랜스퍼레이스, 가지사슬 아미노산 트랜스아미네이스(영어: branched-chain amino acid transaminase)라고도 한다. 가지사슬 아미노산 아미노기전이효소는 사람의 BCAT2 유전자에 의해 암호화된다. 가지사슬 아미노산 아미노기전이효소는 가지사슬 아미노산과 α-케토글루타르산을 가지사슬 α-케토산과 글루탐산으로 전환하는 과정을 촉매한다.
가지사슬 아미노산 아미노기전이효소의 오른쪽 구조는 2.20 Å 해상도의 X선 회절을 사용하여 밝혀졌다. 오른쪽 사진의 가지사슬 아미노산 아미노기전이효소는 미코박테륨속으로부터 분리되었다. 이 단백질은 두 개의 동일한 폴리펩타이드 사슬로 구성되어 있으며 총 잔기의 수는 372개이다.
가지사슬 아미노산 아미노기전이효소의 생물학적 기능은 가지사슬 아미노산인 류신, 아이소류신, 발린의 합성 또는 분해를 촉매하는 것이다. 사람에서는 가지사슬 아미노산이 필수적이며 가지사슬 아미노산 아미노기전이효소에 의해 분해된다.

## 구조 및 기능
사람에서 가지사슬 아미노산 아미노기전이효소는 작은 소단위체(잔기 1~170)와 큰 소단위체(잔기 182~365)의 두 가지 도메인으로 구성딘 동종이량체이다. 이들 소단위체는 짧은 루프 연결 영역(잔기 171~181)에 의해 연결된다. 두 소단위체 모두 4개의 α-나선과 β-시트로 구성된다. 사람의 가지사슬 아미노산 아미노기전이효소(hBCAT)의 구조 연구에 따르면 두 동질형의 펩타이드 결합은 Gly338~Pro339 잔기 사이의 결합을 제외하고 모두 트랜스인 것으로 나타났다. 효소의 활성 부위는 두 도메인사이의 경계면에 있다. 다른 아미노기전이효소(및 다른 부류의 많은 효소)와 마찬가지로 가지사슬 아미노산 아미노기전이효소는 활성을 위해 보조 인자인 피리독살 인산(PLP)을 필요로 한다. 피리독살 인산은 아미노기전이효소의 입체구조를 변경하여 효소의 리신 잔기와 보조 인자의 카복실기 사이의 반응에서 시프 염기(이민) 결합을 통해 효소의 입체구조를 고정시키는 것으로 밝혀졌다. 이러한 입체구조적 변화로 인해 기질이 효소의 활성 부위 포켓에 결합할 수 있다.

### 활성 부위
시프 염기 연결 외에도 피리독살 인산은 Tyr207 및 Glu237 잔기에서 수소 결합을 통해 효소의 활성 부위에 고정된다. 또한 피리독살 인산 분자의 인산기의 산소 원자는 Arg99, Val269, Val270, Thr310 잔기와 상호작용을 한다. 포유류의 가지사슬 아미노산 아미노기전이효소는 산화제에 민감하고 세포 신호전달을 조절하는 번역 후 변형인 S-나이트로소화를 통해 조절되는 독특한 구조 모티프인 CXXC(Cys315 및 Cys318)를 보여준다. 산화(생체 내/생체 외) 또는 적정(생체 외)을 통한 이 두 시스테인 잔기의 변형은 효소 활성을 저해하는 것으로 밝혀졌으며, 이는 CXXC 모티프가 최적의 단백질 접힘 및 기능에 중요하다는 것을 나타낸다. 산화에 대한 두 동질효소의 민감성은 세포 내 산화환원 환경에 대한 잠재적인 바이오마커가 된다. CXXC 모티프는 포유류의 가지사슬 아미노산 아미노기전이효소에만 존재하지만 주변 아미노산 잔기는 원핵세포와 진핵세포 모두에서 고도로 보존되어 있는 것으로 밝혀졌다. 콘웨이(Conway), 이나워(Yeenawar) 등은 포유류의 활성 부위가 3개의 표면(아미노산 기질의 분지형 곁사슬과 반데르발스 유형 상호작용으로 기질에 결합하는 표면 A(Phe75, Tyr207, Thr240), 표면 B(Phe30, Tyr141, Ala314), 표면 C(반대편 도메인에 위치한 Tyr70, Leu153 and Val155))이 포함되어 있음을 발견했다.

## 동질형

### 포유류
포유류의 가지사슬 아미노산 아미노기전이효소는 가지사슬 아미노산 대사의 첫 번째 단계인 가역적인 아미노기 전이에 이어 아미노기 전이의 생성물인 α-케토아이소카프로산, α-케토-β-메틸발레르산, α-케토아이소발레르산을 각각 아이소발레릴-CoA, 3-메틸뷰티릴-CoA, 아이소뷰티릴-CoA로의 산화적 탈카복실화를 촉매한다. 이 반응은 아미노산 대사를 조절하며 몸 전체에 걸쳐 질소를 이동시키는 중요한 단계이다. 가지사슬 아미노산은 많은 생물체에 존재하며 모든 단백질의 35%, 모든 포유류에 필요한 아미노산의 40%를 차지한다. 포유류의 가지사슬 아미노산 아미노기전이효소(BCAT)에는 세포질 가지사슬 아미노산 아미노기전이효소(BCATc)와 미토콘드리아 가지사슬 아미노산 아미노기전이효소(BCATm)의 두 가지 동질형이 있다. 동질형은 58%의 상동성을 공유하지만, 존재 위치와 촉매 효율이 다르다.

#### 세포질 가지사슬 아미노산 아미노기전이효소
세포질 가지사슬 아미노산 아미노기전이효소(BCATc)는 두 가지 동질형 중 덜 일반적이며 신경계 전체에 걸쳐 거의 독점적으로 포유류 세포의 세포질에서 발견된다. 세포질 가지사슬 아미노산 아미노기전이효소는 성인 조직의 소수에서만 발현되지만, 배아 발생 과정에서 높은 수준으로 발현된다. 세포질의 동질형은 미토콘드리아의 동질형보다 대사 회전율이 약 2~5배 더 높다. 세포질 가지사슬 아미노산 아미노기전이효소는 미토콘드리아 가지사슬 아미노산 아미노기전이효소보다 더 안정적인 것으로 밝혀졌으며, 2개의 이황화 결합을 암시하는 증거가 있다. 세포질의 동질효소는 하나의 싸이올기를 적정할 때 활성의 손실이 없음을 보여준다. 사람의 세포질 가지사슬 아미노산 아미노기전이효소(hBCATc)는 사람의 미토콘드리아 가지사슬 아미노산 아미노기전이효소(hBCATm)보다 더 낮은 산화환원 전위(약 30mV)를 보여준다. 사람의 세포질 가지사슬 아미노산 아미노기전이효소는 BCAT1 유전자에 의해 암호화된다.

#### 미토콘드리아 가지사슬 아미노산 아미노기전이효소

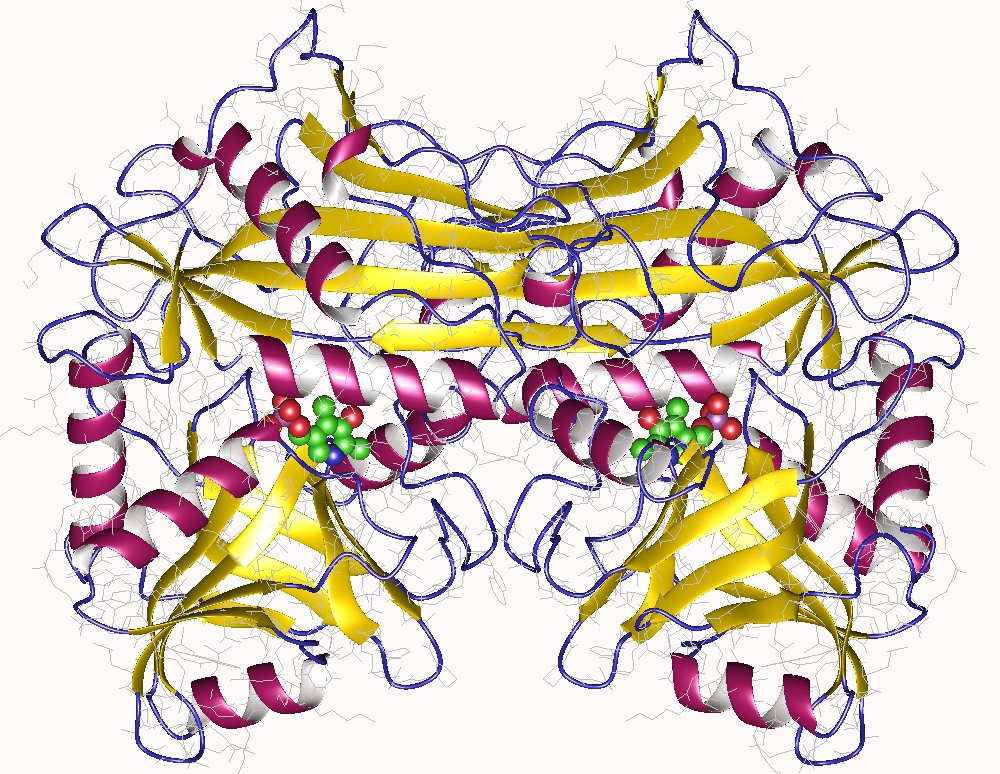
사람의 미토콘드리아 가지사슬 아미노산 아미노기전이효소 동종이량체

미토콘드리아 가지사슬 아미노산 아미노기전이효소는 모든 조직에 존재하는 두 가지 동질형 중 보다 일반적이다. 이자의 선조 조직은 신체에서 가장 높은 수준의 미토콘드리아 가지사슬 아미노산 아미노기전이효소를 운반하는 것으로 밝혀졌다. 또한, 정상적인 미토콘드리아 가지사슬 아미노산 아미노기전이효소에 대한 두 가지 상동체가 발견되었다. 하나의 상동체는 태반 조직에서 발견되고, 다른 하나는 갑상샘 호르몬 핵 수용체를 공동 억제한다. 미토콘드리아 가지사슬 아미노산 아미노기전이효소는 세포의 산화환원 환경에 더 민감하며 환경이 환원되더라도 니켈 이온에 의해 저해될 수 있다. 미토콘드리아 가지사슬 아미노산 아미노기전이효소는 이황화 결합을 형성하지 않는 것으로 밝혀졌으며, 미토콘드리아 가지사슬 아미노산 아미노기전이효소의 동질효소의 경우 2개의 설프하이드릴기(–SH)를 5,5'-다이싸이오비스(2-나이트로벤조산)으로 적정하면 효소의 활성이 완전히 제거된다. 사람에서 미토콘드리아 가지사슬 아미노산 아미노기전이효소는 BCAT2 유전자에 의해 암호화된다.

### 식물의 동질형
식물의 가지사슬 아미노산 아미노기전이효소도 확인되었지만 수와 서열 측면에서 종마다 다르다. 애기장대(Arabidopsis thaliana)에 대한 연구에서 서로 47.5%~84.1%의 상동성을 공유하는 6가지의 가지사슬 아미노산 아미노기전이효소의 동질형이 확인되었다. 이들 동질형은 또한 사람 및 효모(Saccharomyces cerevisiae)의 동질형과 약 30%의 서열 상동성을 공유한다. 애기장대에서 가지사슬 아미노산 아미노기전이효소1(BCAT1)은 미토콘드리아에 위치하고, 가지사슬 아미노산 아미노기전이효소 2(BCAT2), 가지사슬 아미노산 아미노기전이효소 3(BCAT3), 가지사슬 아미노산 아미노기전이효소 5(BCAT5)는 엽록체에 위치하며, 가지사슬 아미노산 아미노기전이효소 4(BCAT4), 가지사슬 아미노산 아미노기전이효소 6(BCAT6)은 세포질에 위치한다. 그러나 감자(Solanum tuberosum)의 가지사슬 아미노산 아미노기전이효소에 대한 연구에서는 주로 엽록체에 위치한 683 염기쌍(bp) (BCAT1) 및 746 염기쌍(bp) (BCAT2) 길이의 두 가지 동질형이 밝혀졌다.

### 세균의 동질형
세균에는 가지사슬 아미노산 아미노기전이효소의 동질형이 하나만 있다. 그러나 효소의 구조는 생물체마다 다르다. 대장균(Escherichia coli)에서 효소는 6개의 동일한 소단위체를 포함하는 육량체이다. 각 소단위체는 34 kDa의 분자량을 가지며 308개의 아미노산 잔기로 구성된다. 대조적으로 락토코쿠스 락티스(Lactococcus lactis)의 가지사슬 아미노산 아미노기전이효소는 포유류의 동질형과 유사한 동종이량체이다. 락토코쿠스 락티스의 가지사슬 아미노산 아미노기전이효소의 각 소단위체는 38 kDa의 분자량을 가지며 340개의 아미노산 잔기로 구성된다.

## 생리학적 역할

### 사람
가지사슬 아미노산은 많은 단백질의 형성과 기능에 중요하기 때문에 가지사슬 아미노산 아미노기전이효소는 포유류와 많은 생리학적 역할을 담당한다. 가지사슬 아미노산 아미노기전이효소는 세포 복구와 적절한 단백질 접힘을 조절하는 효소의 일종인 단백질 이황화물 이성질화효소와 상호작용하는 것으로 밝혀졌다. 가지사슬 아미노산 대사의 두 번째 단계(가지사슬 α-케톤산 탈수소효소 복합체에 의한 산화적 탈카복실화)는 인슐린 분비를 자극한다. 미토콘드리아 가지사슬 아미노산 아미노기전이효소의 손실은 가지사슬 α-케토산 탈수소효소 복합체에 의해 자극된 인슐린 분비의 손실과 관련이 있지만, 다른 대사 경로에서 인슐린 분비의 손실과는 관련이 없다. 세포질 가지사슬 아미노산 아미노기전이효소는 CD4+ T 세포 활성화 동안 mTORC1 신호전달 및 TCR 유도 해당과정을 조절한다. 뇌에서 세포질 가지사슬 아미노산 아미노기전이효소는 신경전달물질로 사용되거나 향후 GABA(γ-아미노뷰티르산) 합성을 위한 글루탐산의 생성량을 조절한다.

### 식물
가지사슬 아미노산 아미노기전이효소는 식물에서도 역할을 하지만 포유류의 가지사슬 아미노산 아미노기전이효소만큼 광범위하게 연구되지는 않았다. 멜론(Cucumis melo)에서 가지사슬 아미노산 아미노기전이효소는 멜론에 독특한 향과 풍미를 부여하는 휘발성 방향족 화합물을 생성하는 역할을 하는 것으로 밝혀졌다. 토마토(Solanum lycopersicum)에서 가지사슬 아미노산 아미노기전이효소는 전자전달계에서 전자 공여체 역할을 하는 가지사슬 아미노산을 합성하는 역할을 한다. 전반적으로 식물의 가지사슬 아미노산 아미노기전이효소는 이화작용 및 동화작용을 조절하는 기능을 가지고 있다.

### 세균
세균에서 가지사슬 아미노산 아미노기전이효소는 α-케토산과 가지사슬 아미노산을 생성하는 두 가지 반응을 모두 수행한다. 생장에 적합한 아미노산의 비율이 부족한 배지에서 생장하는 세균은 증식하기 위해 가지사슬 아미노산을 합성할 수 있어야 한다. 사람의 구강에 서식하고 충치의 원인이 되는 그람양성세균인 충치균(Streptococcus mutans)에서 아미노산 생합성/분해는 해당과정을 조절하고 세포 내부의 pH를 유지하는 것으로 밝혀졌다. 이는 세균이 탄수화물의 분해로 인한 사람 구강의 산성 조건에서 생존할 수 있게 해준다.

## 용도

### 합성 유기화학
가지사슬 아미노산 아미노기전이효소는 비용이 많이 들고 환경적으로 비친화적일 수 있는 중금속 촉매의 대안으로 일부 의약품의 합성에 사용되어 왔다. 일반적으로 아미노기전이효소는 펩타이드 모방 약물 및 농산물의 중요한 구성 요소인 비천연 아미노산을 생성하는 데 사용되어 왔다. 대장균의 가지사슬 아미노산 아미노기전이효소는 일반적으로 과발현되도록 조작되어 전체 세포로부터 추출되어 화학 합성에 사용된다. 아미노기전이효소는 일반적으로 한 단계에서 다단계 반응을 수행할 수 있고 광범위한 기질에서 반응을 수행할 수 있으며 높은 위치선택성과 거울상 선택성을 갖기 때문에 사용된다. 합성 유기화학에서 가지사슬 아미노산 아미노기전이효소는 일반적으로 L-류신을 2-케토글루타르산으로 전환하는 데 사용된다.

### 약물 표적
항경련제인 가바펜틴(뉴로핀 또는 1-(아미노메틸)사이클로헥세인아세트산)은 신경병증성 통증 환자의 치료에 자주 사용되는 약물이다. 이러한 신경병증성 통증은 당뇨병성 신경병증 및 대상포진 후 신경통을 포함한 여러 가지 원인으로 인해 발생할 수 있다. 가바펜틴은 두 가지 신경전달물질인 글루탐산(가지사슬 아미노산 아미노기전이효소에 의해 합성됨) 및 GABA와 구조적으로 유사한 아미노산 약물이다. 이 약물은 뇌에서 두 가지사슬 아미노산 아미노기전이효소의 동질형을 경쟁적으로 저해하여 글루탐산의 생성을 늦춘다. 가바펜틴은 또한 글루탐산과 GABA 대사 경로에 있는 두 가지 다른 효소인 GABA 아미노기전이효소(GABA-T)와 글루탐산 탈수소효소(GDH)를 저해한다.

### 절인 고기 및 치즈 산업
세균인 락토코쿠스 락티스(Lactococcus lactis)는 치즈 숙성을 담당하는 주요 세균이며 세균 내 효소는 풍미, 질감 및 향 프로필의 생성에 중요한 역할을 한다. 가지사슬 아미노산 아미노기전이효소는 존재하는 화합물의 양에 따라 과일향이나 맥아향을 부여하는 아이소발레르산, 아이소뷰티르산, 2-메틸뷰탄(알)(올), 3-메틸뷰탄(알)(올), 2-메틸프로판(알)(올)과 같은 화합물을 생성하는 데 도움을 준다. 락토코쿠스 락티스의 가지사슬 아미노산 아미노기전이효소는 방향족 아미노산 아미노기전이효소와 함께 발효 중에 생성되는 휘발성 황 화합물로 인해 향/맛을 생성하는 데 도움을 준다.
세균인 스타필로코쿠스 카르노수스(Staphylococcus carnosus)와 엔테로코쿠스 파에칼리스(Enterococcus faecalis)는 육류의 발효 과정을 시작하기 위해 다른 젖산균과 함께 사용되는 경우가 많다. 이들 두 세균의 가지사슬 아미노산 아미노기전이효소는 육류 발효 중에 아미노기 전이를 수행하여 아미노산에 상응하는 α-케토산을 생성한다. 발효가 진행됨에 따라 이러한 α-케토산은 알데하이드, 알코올 및 카복실산을 포함하는 메틸-분지형 휘발성 물질로 알려진 화합물 부류로 분해되며, 이들은 모두 절인 고기의 독특한 향과 풍미에 기여한다.

## 이상적인 조건
이본(Yvon), 참벨론(Chambellon) 등에 의한 락토코쿠스 락티스의 가지사슬 아미노산 아미노기전이효소에 대한 연구에서 다음과 같이 세균의 동질효소에 대한 이상적인 조건을 발견했다.
- pH: 약 7.5
- 온도: 약 35-40 °C (6 °C에서 보관하면 효소가 약 1주일 동안 안정적으로 유지된다)
- 카보닐, 설프하이드릴, Cu2+ 또는 Co2+ 시약/화합물 없음
- 효소는 가지사슬 아미노산(활성이 가장 높은 것부터 아이소류신, 류신, 발린 순)과의 반응을 가장 잘 촉매한다.
- 효소는 또한 메티오닌, 시스테인, 알라닌에 대해 최소한의 활성을 나타낸다.[26]